# .hack//AI buster
『.hack//AI buster 』（ドットハック エーアイバスター）は、Project .hackの一環として製作されたライトノベル。作者は浜崎達也、イラストは依澄れいで、角川スニーカー文庫より2巻出されている。
- .hack//AI buster - 2002年10月1日発行 ISBN 4-04-422204-5
- .hack//AI buster2 - 2005年6月1日発行 ISBN 4-04-422206-1

時間軸としては『.hack//SIGN』より前からとなっている。また、作中に登場するエリア名をゲーム版のカオスゲートで入力するとレアアイテムが手に入るエリアに転送されるが、作中のイベントは発生しない。

## 登場人物
2巻に収録されている『.hack//黄昏の腕輪伝説』の短編小説の登場人物については、.hack//黄昏の腕輪伝説#登場人物を参照の事。本作オリジナルキャラクターの映像作品への登場はなく、『.hack//Link』登場時に初めて声優が充てられた。
アルビレオ
声：小野大輔（Link）
The Worldのデバッグチーム「碧衣の騎士団」の騎士長を務める。名前の由来は白鳥座の連星。青と黄色のオッドアイを持ち、放浪AIを葬るためのデバッグアイテム・神槍ヴォータンを携える。普段は一般PCとしてプレイヤー達の中に溶け込むための軽装に変装しているが、碧衣の騎士として行動する際は十字の紋をあしらった白銀の騎士のモデルになる。リコリスと出会い、成り行きで彼女を連れ歩くことになって以降は、リコリスに導かれるまま拡張子“.cyl”の付くバグアイテムを求めて、The Worldを彷徨い、全てのバグアイテムが揃った時、リコリスからThe Worldに潜む内なるものの存在を示唆された。その後は再び管理者として、The Worldのプレイヤーらに被害をもたらすマハと司を追っていたが、マハを守るために現れた薄明の放浪者と交戦し、神槍ヴォータンを破壊され、アルビレオもまた成す術なく倒されてしまった。
リアルの名前は度会一詩（わたらいかずし）。The World日本語版の移植にも関わったCC社の古参社員。柴山咲の元上司。薄明の放浪者に敗北したとき意識障害を起こし、療養のための長期入院を余儀なくされ、退院後はCC社を辞めている。表向きは健康上の理由によるものだったが、実質は入院中に起こっていた事故（SIGN～GAMEでの一連の事件）の責任を問われたことによる解雇だった。『.hack//黄昏の腕輪伝説』では退社する時の様子や、「The World」に対して抱いていた考えや想いが、彼の部下だった柴山の回想を通して描かれている。
リコリス
声：水谷優希（Link）
他の放浪AIとは明らかに違う仕様を持ったNPC。アウラを生み出すために作られた試作AIの一つで、人工知性としての明確な目的を持たされていなかった彼女はアウラの覚醒を促すため、The World内で自分の存在をロールしていた。そのさ中、「碧衣の騎士団」にバグと見なされ、自分自身をいくつかのセグメントに分割し逃走。後に記憶や感覚が不完全な状態でアルビレオに発見される。リコリスは彼を信用し、分かたれた自身のセグメントの元に導いていった。最後のセグメントを「碧衣の騎士団」団長であったアルビレオの槍に埋め込んでいたリコリスは自ら甘んじてその刃を受け、最後の一部であった“Fates（抗いがたい運命）”のデータを取り戻し、アルビレオにモルガナの存在を伝えて消滅。誰にも触れられない背景として、赤い花に姿を変えた。意識のみはネットスラムを彷徨うNPCとなっており、『.hack//黄昏の腕輪伝説』ではアウラに辿り着く物語の終局へと近づくゼフィとシューゴに、その“終わり”について問い掛けた。
ほくと

バルムンク

オルカ

モルガナ・モード・ゴン